# نورمان عيسى
نورمان عيسى (بالعبرية: נורמן עיסא) (مواليد 17 يونيو 1967) هو ممثل ومخرج وناشط سينمائي ومسرحي من عرب إسرائيل.

## حياته ومسيرته
نورمان من مواليد حيفا من أب ماروني من كفر برعم. درس في بيت تسفي وعمل في العديد من المسرحيات التي كتبها وليم شكسبير في مسرح حيفا ومسرح كاميرا. وكان يعمل في المسرح العربي العبري جنباً إلى جنب مع زميله الممثل العربي الإسرائيلي يوسف سويد.
بدأ شهرته بتمثيله دور البطولة في المسلسل الإسرائيلي شغل عرب، التي قام بتأليفها الكاتب والصحفي العربي الإسرائيلي سيد قشوع.

## أعماله
- العروس السورية (2004)
- مسلسل شغل عرب (2007 - حتى الآن)
- أنا عربية (2013)
- عرب راقصون (2014)
- الفيلم الوثائقي تسعون دقيقة من الحرب (2016)[3]

## روابط خارجية
- نورمان عيسى على موقع IMDb (الإنجليزية)
- نورمان عيسى على موقع ألو سيني (الفرنسية)
- نورمان عيسى على موقع أول موفي (الإنجليزية)
- نورمان عيسى على موقع قاعدة بيانات الفيلم (الإنجليزية)
- نورمان عيسى على موقع كينوبويسك (الروسية)